# Nagyszentjános
Nagyszentjános là một thị trấn thuộc hạt Győr-Moson-Sopron, Hungary. Thị trấn này có diện tích 30,3 km², dân số năm 2010 là 1809 người, mật độ 60 người/km².